# هواء وملائكة (رواية)
هواء وملائكة (بالإنجليزية: Air and Angels) هي رواية للكاتبة البريطانية سوزان هيل، نشرت عام 1991، لأول مرة عن دار نشر سنكلير ستيفنسون. وهي الرواية الأولي لها منذ 16 عاماً، وأعيد نشرها منذ ذلك الحين بواسطة Vintage Books في عام 1999 والذي جعله أيضًا متاحًا ككتاب إلكتروني. ويقال أنها تعد من بعض أفضل كتاباتها. العنوان مأخوذ من قصيدة لجون دون.

## تقديم للرواية
يتكون النصف الأول من الكتاب من روايتين منفصلتين تدور أحداثهما في الهند ، وكامبريدج. في كامبريدج، يبدو أن القس توماس كافينديش، وهو عميد جامعي عازب لا عيب فيه في منتصف الخمسينيات من عمره، يبدو أنه مقدر له أن يصبح رئيسًا للكلية. يعيش مع أخته ، متجاهلاً اهتمام صديقة أخته فلورنسا التي عقدت العزم على الزواج منه. حماسه الطيور. يقضي وقت فراغه إما في مراقبة الطيور في فينس أو في محبسه الداخلي. في الهند، تشعر كيتي البالغة من العمر 15 عامًا بالملل من الحياة السابقة، وفي الوقت نفسه تنفر من الفقر الذي تراه في مكان قريب؛ إنها تتوق للعودة إلى إنجلترا التي غادرتها عندما كانت طفلة صغيرة. في النهاية رضخ والداها وبعد رحلة بحرية طويلة وصلت إلى منزل ابن عمها فلورنس في كامبريدج. يتعلق النصف الثاني من الكتاب بهوس توماس كافنديش المتزايد بكيتي بعد أن رآها من نافذته وهي تقف على جسر فوق النهر. من خلال اتصالاته مع فلورنسا أصبح معلمها، وكانت النتائج كارثية.

## اسلوب الرواية
تختلف رواية هواء وملائكة ذات الأسلوب العالي عن رواياتها السابقة في كونها" أكثر تركيزًا من الناحية النفسية ومكتوبة بشكل شعري أكثر "، كتب كريستوفر وردزورث "فيكتوري أم جورجي مبكر؟ الدقة الدنيوية ليس لها أولوية كبيرة لدى هذا المؤلف "، ولكن مع وجود الكثير من المشاعر بشكل عام، ربما كانت بعض المراسي الثابتة قد ساعدت. إن الموضوع، الروح الضيقة وسراب المطلق، سيهزم معظم الكتاب. على الرغم من كثافته التي لا هوادة فيها - ربما بسببها - فإنه يفشل في الإقناع، القاضي مؤهل بعدد كبير جدًا من البقع المضيئة." لورا كومينغ تشيد بالرواية باعتبارها "خفيفة مثل الريشة ولكنها قوية مثل الطيران". وكتبت أن "هيل تنشر اصطلاحات الزمن القديم للتعبير عن دهشة الحب غير التقليدي باستخدام استعارات مقطوعة من النمط .. أسلوبها هو نثر كتاب قصصي لطيف، لا يكاد ينزعج من أي شيء بالغ مثل الحوار، ولكن صدمة الكبار في الحب يتم استحضارها ببراعة من التفاصيل الدقيقة.. يستطيع هيل أن يصنع بلاغة عاطفية من كأس من الشيري أو زوج من الأحذية المعقولة و الهواء والملائكة، مع تكريمه لـ دوني ، يعد احتفالًا عاطفيًا.